# Ratten
Die Ratten (Rattus) sind eine Nagetiergattung aus der Gruppe der Altweltmäuse (Murinae). Die Gattung umfasst etwa 65 Arten, von denen die meisten in Südostasien, Neuguinea und Australien verbreitet sind. Als Kulturfolger haben insbesondere die Wanderratte und Hausratte, die in Deutschland vom Aussterben bedroht ist, eine weltweite Verbreitung erlangt. Von der wilden Wanderratte stammt die domestizierte, als Haustier gehaltene Farbratte ab. In einem weiteren Sinn wird die Bezeichnung Ratten unsystematisch auch auf viele andere Vertreter der Altweltmäuse und anderer Nagetiere angewandt.

## Merkmale

### Allgemeiner Körperbau
Ratten sind eine vielgestaltige Gruppe, die einzelnen Arten unterscheiden sich beträchtlich. Sie erreichen eine Kopfrumpflänge von 8 bis 30 Zentimetern, die Schwanzlänge ist variabel, je nach Art kann der Schwanz deutlich kürzer bis deutlich länger als der Rumpf sein. Die Wanderratte, eine der schwersten Arten, erreicht 200 bis 400 Gramm – einzelne Tiere können bis zu 500 Gramm wiegen. Viele Arten sind deutlich leichter, so erreichen Polynesische Ratten auf Hawaii ein Durchschnittsgewicht von 38 Gramm.
Das Fell kann weich oder hart sein, bei einigen Arten sind die Haare zu Stacheln modifiziert. An der Oberseite variiert seine Färbung von schwarz über diverse Grau- und Brauntöne bis hin zu gelblich und rötlich, an der Unterseite ist es meist weißlich oder hellgrau. Die Pfoten und der mit Schuppenringen versehene Schwanz sind häufig nur spärlich oder gar nicht behaart.
Der Magen der Ratten ist in zwei Abteilungen untergliedert: Vormagen und Magenkörper. Der Vormagen besitzt eine drüsenlose (kutane) Schleimhaut, der Magenkörper die gewöhnliche Magenschleimhaut. Beide Abteilungen sind durch eine Schleimhautfalte getrennt. In deren Bereich mündet auch die Speiseröhre in den Magen. Diese Falte macht ein Erbrechen für Ratten nahezu unmöglich. Der Aufschluss schwer verdaulicher Nahrungsbestandteile erfolgt im großen Blinddarm.
Ratten besitzen keine Schweißdrüsen; die Wärmeabgabe erfolgt vor allem an den haarlosen Stellen wie Schwanz und Ohren. Je nach Art haben die Weibchen zwei bis sechs Paar Zitzen.

### Kopf und Zähne

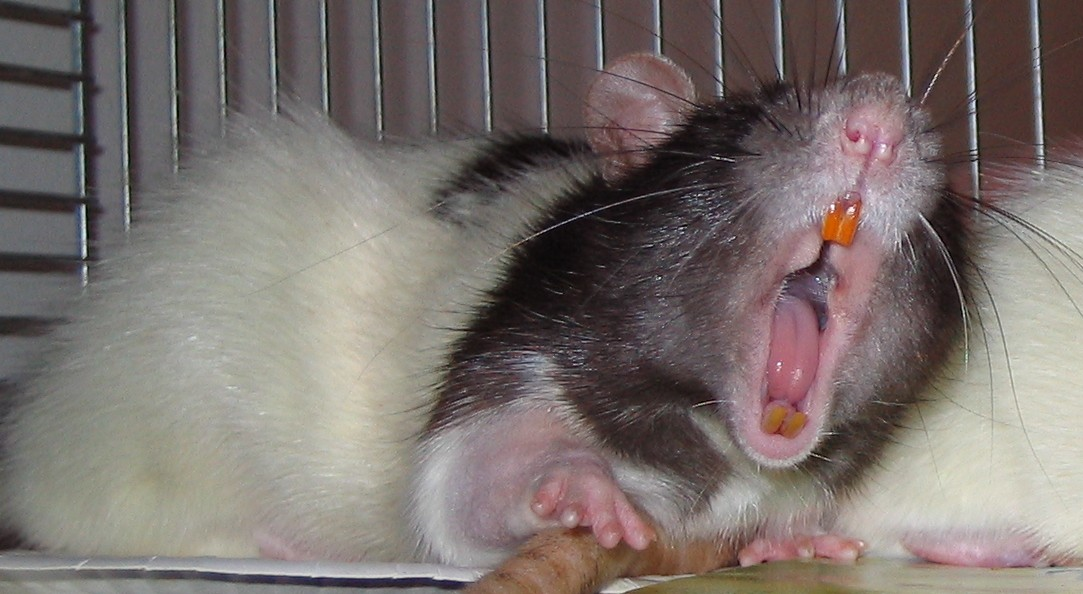
Gähnende Ratte, die ihre Nagezähne präsentiert

Ratten haben eine spitze Schnauze. Die Zahnformel lautet I 1/1 – C 0/0 – P 0/0 – M 3/3, insgesamt also 16 Zähne. Die Schneidezähne sind wie bei allen Nagetieren zu wurzellosen, dauerwachsenden Nagezähnen umgebildet. Zwischen den Schneide- und den Backenzähnen befindet sich eine große, Diastema genannte Lücke.
Im nasenseitigen Augenwinkel befindet sich die Hardersche Drüse (Nickhaut-Drüse), die ein porphyrinhaltiges, rötliches Sekret produziert. Dieses Sekret wird beim Putzen verteilt. Bei kranken Tieren mit vermindertem Putztrieb kommt es zu einer Ansammlung dieses Sekrets im Augenwinkel oder zu einem Abfluss über den Tränenkanal zur Nasenöffnung.
Der Geruchssinn von Ratten ist gut entwickelt, daher werden sie zu den Makrosmatikern unter den Tieren gezählt (siehe Abschnitt: Ratten als Unterstützer des Menschen). Der feine Geruchssinn dient den Tieren in freier Wildbahn nicht nur der Nahrungssuche, sondern spielt auch bei der Kommunikation mit Artgenossen eine wichtige Rolle. 
Auch das Gehör ist gut ausgeprägt. Ratten hören wie andere Kleinnager bis in den Ultraschallbereich hinein. Das im Innenohr befindliche Gleichgewichtsorgan ist komplex gebaut und sehr leistungsfähig.

## Verbreitung und Lebensraum

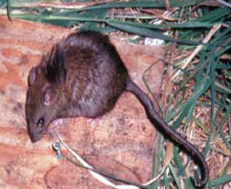
Die Pazifische Ratte ist auf zahlreichen ozeanischen Inseln heimisch

Das ursprüngliche Verbreitungsgebiet der Ratten umfasste Südostasien von Indien und China über die indonesische Inselwelt und reichte bis nach Neuguinea und Australien. Ratten gehören damit zu den wenigen Plazentatieren, die die Wallace-Linie überschritten haben und in der australischen Region heimisch wurden. Von allen landgebundenen Plazentatieren haben dies vor Ankunft der Menschen nur noch weitere Altweltmäuse geschafft. Heute sind die Wander- und die Hausratte weltweit verbreitet, auch die Pazifische Ratte hat ihr Verbreitungsgebiet auf zahlreiche pazifische Inseln ausgedehnt.
Ratten leben zum überwiegenden Teil in Wäldern. Ihre Lebensräume können von tief gelegenen Regenwäldern bis Gebirgswäldern variieren, die meisten Arten meiden die Nähe des Menschen. Einige Arten haben sich als Kulturfolger hingegen an die Nähe des Menschen angepasst und finden sich sowohl in Häusern als auch in Reisfeldern und anderen landwirtschaftlich genutzten Flächen.

## Lebensweise und Ernährung

Strukturformel von 2-Heptanon – Alarmpheromon der Ratte.

Ratten können boden- oder baumbewohnend sein. Viele Arten können gut klettern und errichten Nester in den Bäumen als Unterschlupfe. Andere ziehen sich in Erdbaue, Felsspalten oder in hohle Baumstämme zurück.
Die besser erforschten, kulturfolgenden Arten leben in Gruppen von bis zu 60 Tieren, wobei die Gruppenmitglieder sich am Geruch erkennen. Gruppen setzen sich aus einem oder mehreren Männchen und mehreren Weibchen zusammen, beide Geschlechter etablieren eine Rangordnung. Es sind territoriale Tiere, die Reviere werden gegen Eindringlinge verteidigt. Über die Lebensweise der meisten Arten ist jedoch kaum etwas bekannt.
Ratten sind üblicherweise dämmerungs- und nachtaktiv. In den 1970er Jahren machte ein von Georges Ungar entdeckter Stoff, der u. a. bei Ratten eine unübliche Dunkelangst erzeugte und deswegen „Scotophobin“ genannt wurde, von sich reden. Diese Forschungsergebnisse werden aber allgemein nicht anerkannt, da Erinnerungen und Erfahrungen im Gehirn von Säugetieren nicht molekular, sondern durch Verknüpfung von Nervenzellen gespeichert werden.
Ratten sind Allesfresser, die eine große Vielfalt an pflanzlicher und tierischer Nahrung zu sich nehmen. Die meisten Arten bevorzugen Samen, Körner, Nüsse und Früchte, ergänzen den Speiseplan aber mit Insekten und anderen Kleintieren. Wanderratten beispielsweise nutzen daneben auch Vögel und deren Eier, kleine Säugetiere und andere Wirbeltiere und auch Fische als Nahrung. Die Arten, die in der Nähe des Menschen leben, finden ihre Nahrung häufig in Vorratslagern, auf Feldern oder im Abfall. Haus- und Wanderratten können nicht nur alles fressen, was Menschen essen, sondern noch zusätzliche Stoffe wie Pelze, Seife, Papier und Bienenwachs.

## Fortpflanzung

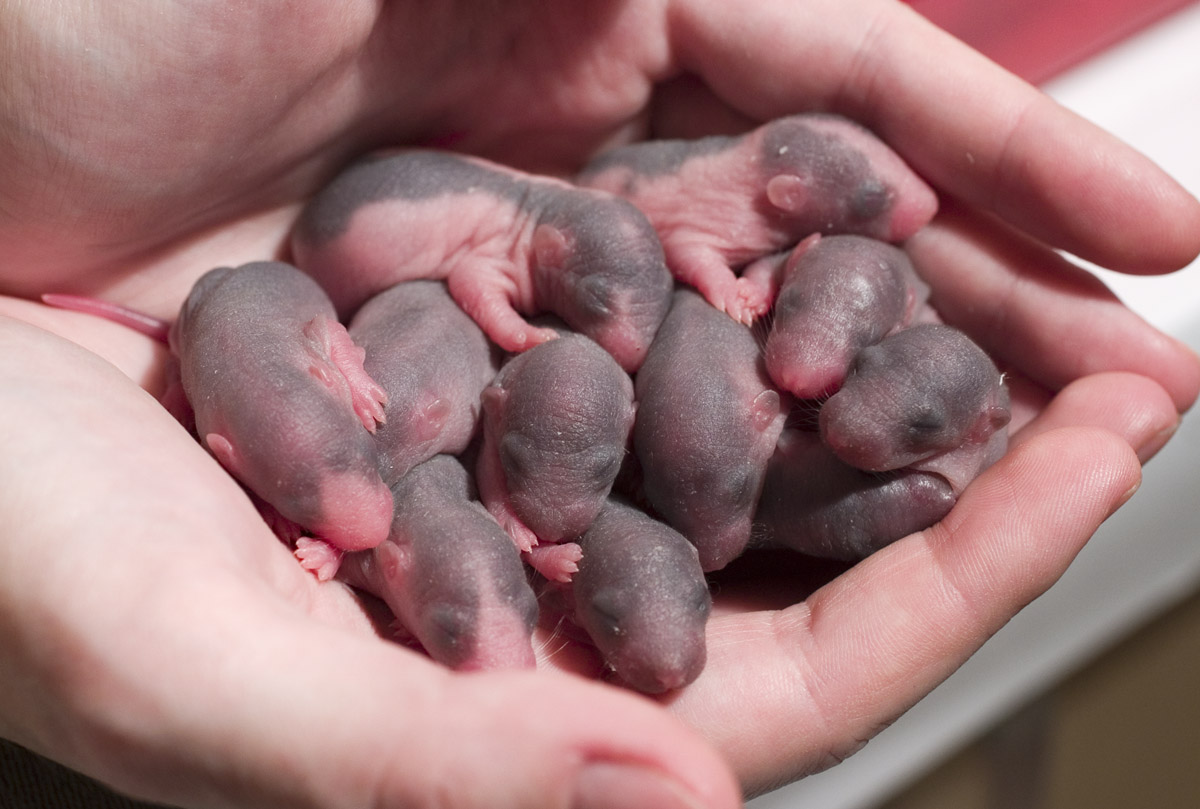
Vier Tage alte Ratten

Unter günstigen klimatischen Voraussetzungen kann die Fortpflanzung das ganze Jahr über erfolgen, vielfach gibt es jedoch feste Paarungszeiten. So tragen die neuguineischen Ratten in der Trockenzeit von Juni bis Oktober kaum oder keine Würfe aus, auch die australischen Rattenarten pflanzen sich saisonal fort: bei den Tieren im Süden des Kontinents liegt der Höhepunkt der Geburten im Frühling und Frühsommer.
Die Anzahl der Würfe pro Jahr hängt daher auch vom Klima ab. Bei sich ganzjährig reproduzierenden Arten können es bis zu zwölf Würfe im Jahr sein, bei anderen hingegen nur einer bis drei. Die Tragzeit ist variabel, bei der Hausratte rund 21 bis 22 Tage, bei der Wanderratte geringfügig länger. Bei anderen Arten kann sie von 19 bis 30 Tage variieren.
Wanderratten können bis zu 22 Neugeborene zur Welt bringen, der Durchschnitt liegt bei acht bis neun. Bei den meisten Arten sind es jedoch deutlich weniger, so ergaben Untersuchungen von Arten auf der Malaiischen Halbinsel drei bis sechs Neugeborene und auf Neuguinea nur ein bis drei Neugeborene. Neugeborene Wanderratten wiegen bei der Geburt rund fünf bis sieben Gramm und sind nackt und blind, mit fünfzehn Tagen öffnen sich ihre Augen und ihr Fell ist vorhanden. Junge Wanderratten sind mit rund 22 Tagen entwöhnt und verlassen ihr Nest.
Wanderratten können mit zwei bis drei Monaten und Hausratten mit drei bis fünf Monaten geschlechtsreif sein. Bei anderen Arten dauert es länger, so pflanzen sich Pazifische Ratten manchmal erst nach dem ersten Winter fort.

## Ratten und Menschen

### Ratten im Gefolge des Menschen

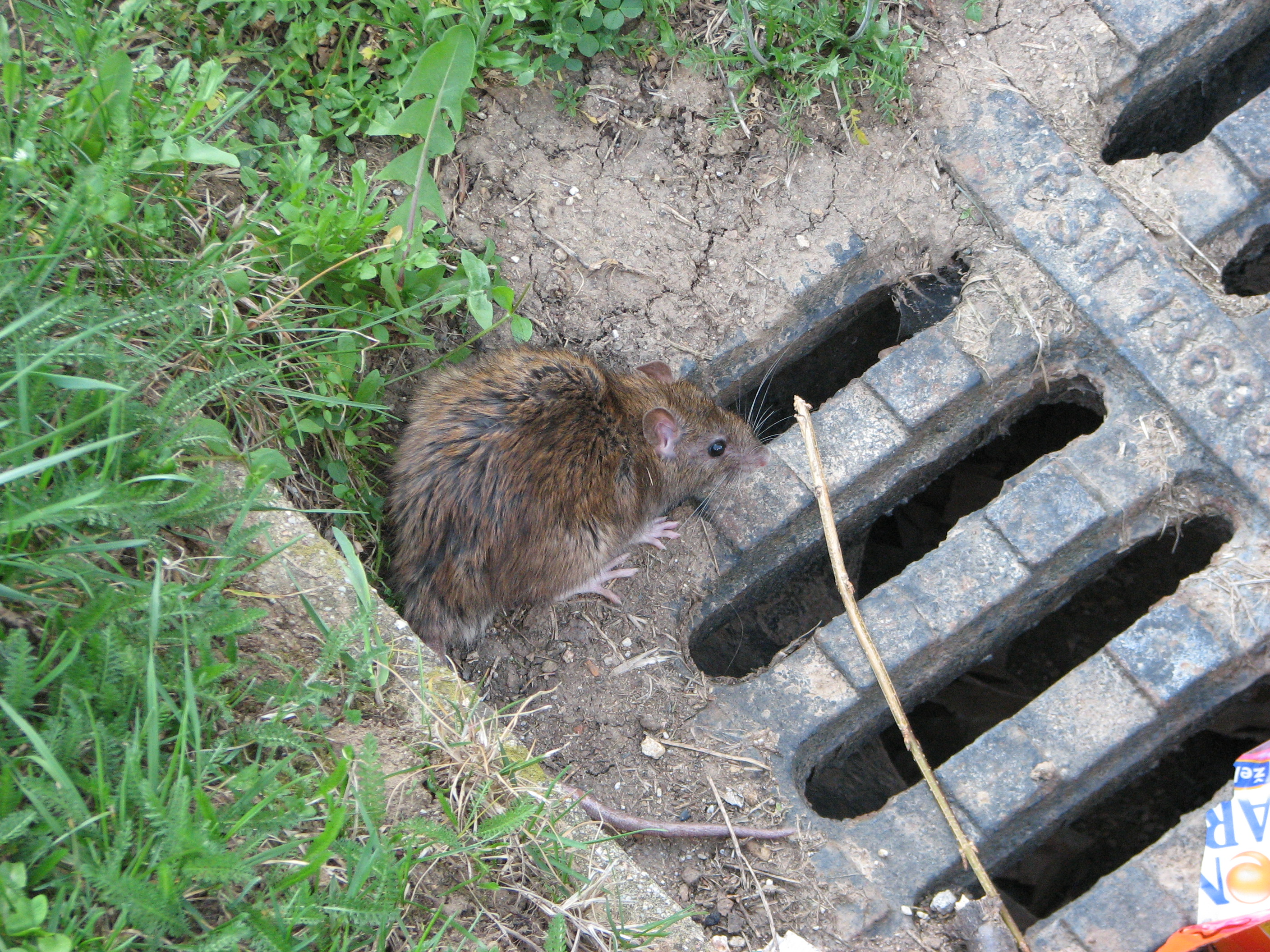
Einige Rattenarten leben als Kulturfolger in der Nähe des Menschen

Von den weltweit über 60 Arten der Ratten haben sich mehrere dem Menschen weitgehend angeschlossen und leben zeitweilig oder dauernd in seiner Umgebung. Dies sind die Wanderratte (R. norvegicus), die Hausratte (R. rattus), die Pazifische Ratte (R. exulans), die kletteruntaugliche Reisfeldratte (R. argentiventer), die Himalajaratte (R. nitidus) sowie die Zentralasiatische Ratte (R. pyctoris).
Nach Mitteleuropa kamen die Hausratten wohl erst mit der römischen Besiedlung, als „Schiffratte“ hat sie ihr Verbreitungsgebiet seit der Antike ausgedehnt. Die Wanderratte hat vermutlich erst im 18. Jahrhundert Mitteleuropa erreicht. Bedingt durch die veränderte Bauweise von Häusern und Schiffen hat sie die Hausratte im 20. Jahrhundert weitgehend verdrängt. Die Pazifische Ratte wurde im Zuge der Ausbreitung der Lapita-Kultur in Ozeanien verbreitet.
Ratten haben durch den Menschen abgelegene Inseln erreicht und stellen dort oft eine Bedrohung für die einheimische Tierwelt dar. Insbesondere Wanderratten, die Eier und Jungvögel sowie kleine Wirbeltiere fressen, sind so für den drastischen Rückgang oder gar das Aussterben mehrerer Arten verantwortlich.

### Archäologie
In der Archäologie spielen insbesondere die Hausratte (Rattus rattus) und die Wanderratte (Rattus norvegicus) für die Erforschung der Ausbreitungsmechanismen der mittelalterlichen Pest eine besondere Rolle. Früher wurden diese beiden Rattenarten als unverzichtbare Zwischenwirte für die Ausbreitung der Pest in Europa gehalten. Dies ging so weit, dass Forscher aus der Ausbreitung der Pest auf das Rattenvorkommen zurückschlossen. Da beide Rattenarten im Mittelalter in Europa heimisch waren, aber nur die Hausratte die für eine Übertragung erforderliche Nähe zum Menschen bevorzugt, wurde für die Funde von Rattenknochen die Unterscheidung zwischen den Skeletten der beiden Arten erforderlich. Sie lassen sich nur über die Form des Schädeldaches und die Größe und Form des Zwischenraums zwischen den Schneide- und den Backenzähnen im Unterkiefer und der Kaufläche der Backenzähne unterscheiden.
Da die Kauflächen mit zunehmendem Alter schwinden, ist dieses Merkmal nur bei Jungtieren anwendbar. Die archäologischen Funde der in Betracht kommenden Rattenart zeigen, dass die Ausbreitung der Pest mit dem Lebensraum der Ratte nicht übereinstimmt: In Nordeuropa wurde für das Mittelalter eine Rattenpopulation ermittelt, die für die Ausbreitung der Pest, die in Norwegen die Bevölkerung erheblich reduziert hat, nicht ausreicht. Der älteste Skelettfund der Hausratte in Skandinavien stammt aus dem 9. Jahrhundert in Birka. Daraus wurden in der Forschung gegensätzliche Schlussfolgerungen gezogen: Benedictow postulierte, dass man nicht an der richtigen Stelle nach den Skeletten gesucht habe. Es müsse wesentlich mehr gegeben haben. Damit konnte er sich aber nicht durchsetzen. Die so genannten „Revisionisten“ (Shrewsbury, Twigg, Scott/Duncan und Cohn) schlossen aus dem Fehlen der Rattenfunde, dass es sich um eine andere Seuche gehandelt haben müsse. Andere Forscher, die das Bakterium Yersinia pestis in den Zähnen mittelalterlicher Skelette nachweisen konnten, schlossen aus dem gleichen Befund, dass die Ratte als Zwischenglied nicht notwendig sei, sondern es auch andere Übertragungswege gegeben haben müsse.

### Ratten als Schädlinge

#### Gründe für die Rattenbekämpfung

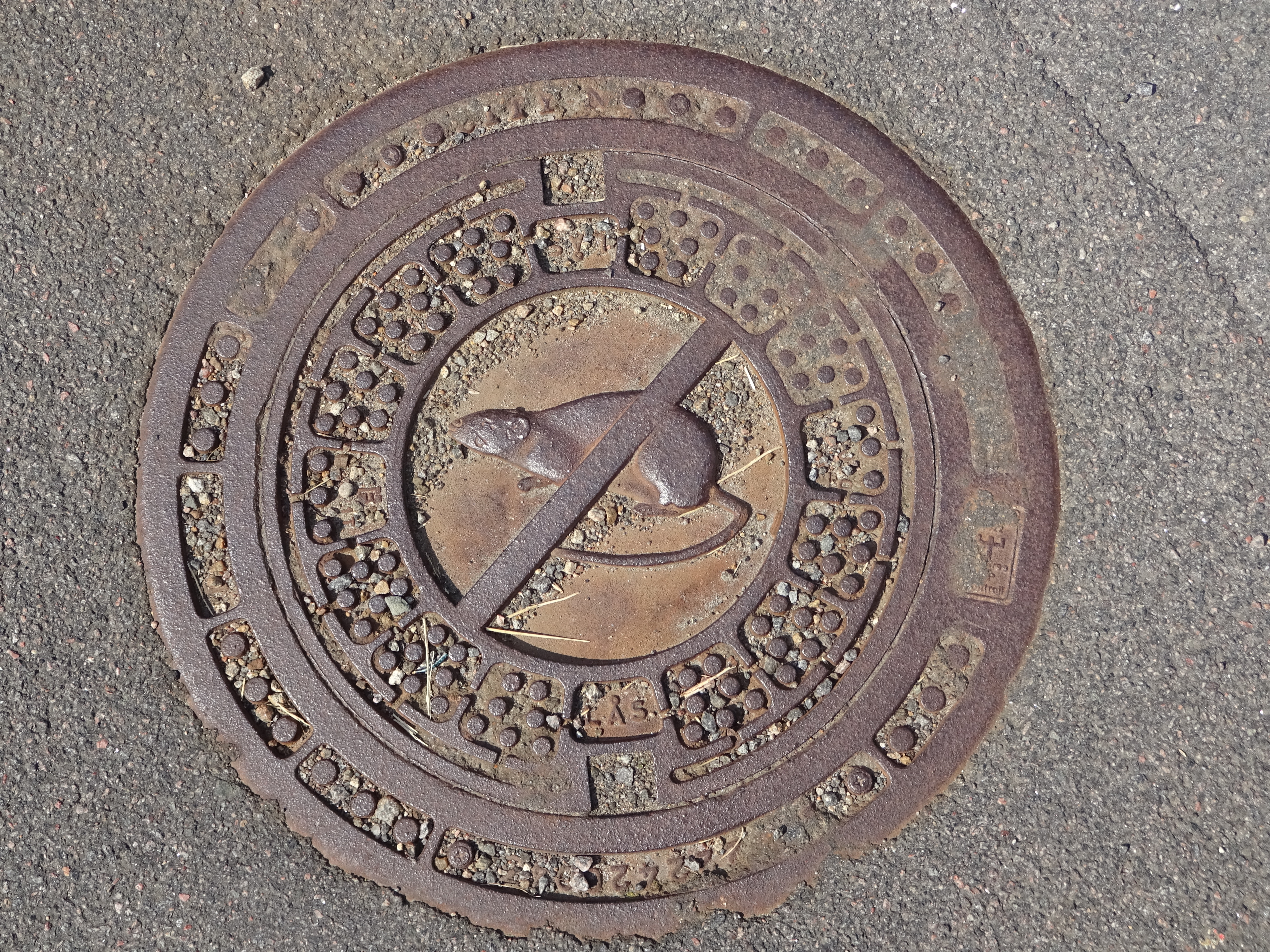
Kanaldeckel in Gudhjem (Bornholm)

Die wenig spezialisierten und somit sehr anpassungsfähigen freilebenden Tiere gelten gemeinhin als Nahrungsmittelschädlinge. Der in der Landwirtschaft durch sie verursachte Schaden ist enorm, sodass gegen sie Schädlingsbekämpfungsmittel eingesetzt werden. Zudem treten sie in Gartenanlagen auf, wo besonders Wurzeln und Knollen angenagt werden. Sie nutzen dabei auch gern Gänge, welche durch Maulwürfe gegraben wurden. Auch Gebäude werden in Mitleidenschaft gezogen, weil diese Nager Wasser- und Abwasserleitungen beschädigen können. Zudem ist die Verbreitung von Krankheitserregern durch die Ratten ein Problem.
Freilebende Ratten können, ebenso wie nahezu alle anderen Tiere, als Vektoren direkt oder indirekt diverse Krankheitserreger mit den von ihnen ausgelösten Krankheiten übertragen. Zu den über 70 auf den Menschen übertragbaren Krankheiten (Zoonosen) zählen Salmonellen, Leptospiren, das Streptobacillus moniliformis und Hantaviren. Über den Rattenfloh (Xenopsylla cheopis), der durch seinen Biss auch Menschen mit dem Bakterium Yersinia pestis infizieren kann, können freilebende Ratten indirekt Überträger der Pest sein. Ob die Epidemien in der Antike und vor allem im Mittelalter in Europa (Schwarzer Tod) auf Ratten allein zurückzuführen sind, wird angezweifelt. Daneben sind Ratten neben anderen kleinen Nagern Reservoirwirte für diverse Borrelienarten (Bakterien), die dann von Vektoren wie Zecken auf Tier und Mensch übertragen werden können.
Betreiber von abwassertechnischen Anlagen sind nach den deutschen Unfallverhütungsvorschriften zur Rattenbekämpfung verpflichtet. Dies betrifft vor allem die Kommunen und Abwasserzweckverbände. Grund dieser Vorschrift war ursprünglich die Bekämpfung der Weil-Krankheit.

#### Risiken und Nebenwirkungen beim Einsatz von Rodentiziden
Freilebende Ratten werden vielerorts noch immer mit Giftstoffen bekämpft. Die für die Bekämpfung von Nagetieren entwickelten Rodentizide – insbesondere 4-Hydroxycumarine – behindern durch sogenannte Antikoagulatien die Blutgerinnung. Die tödliche Wirkung des Fraßköders tritt in der Regel erst drei bis sieben Tage nach Aufnahme ein, sodass vor allem Ratten die einsetzende Giftwirkung nicht mit dem Giftköder assoziieren und keine Köderscheu entwickeln können. In Deutschland ist der präventive Einsatz dieser Art von Ködern mittlerweile verboten. Einerseits verenden zahlreiche Tiere, die nicht als Zieltiere der Bekämpfung angedacht waren, und andererseits verenden auch alle Raubvögel und Aasfresser nach dem Verzehr eines vergifteten Kadavers.
Darüber hinaus werden Antikoagulanzien der zweiten Generation zudem als PBT-Stoffe eingestuft; d. h. sie sind persistent, bioakkumulierend und toxisch eingestuft.

### Ratten als Unterstützer des Menschen

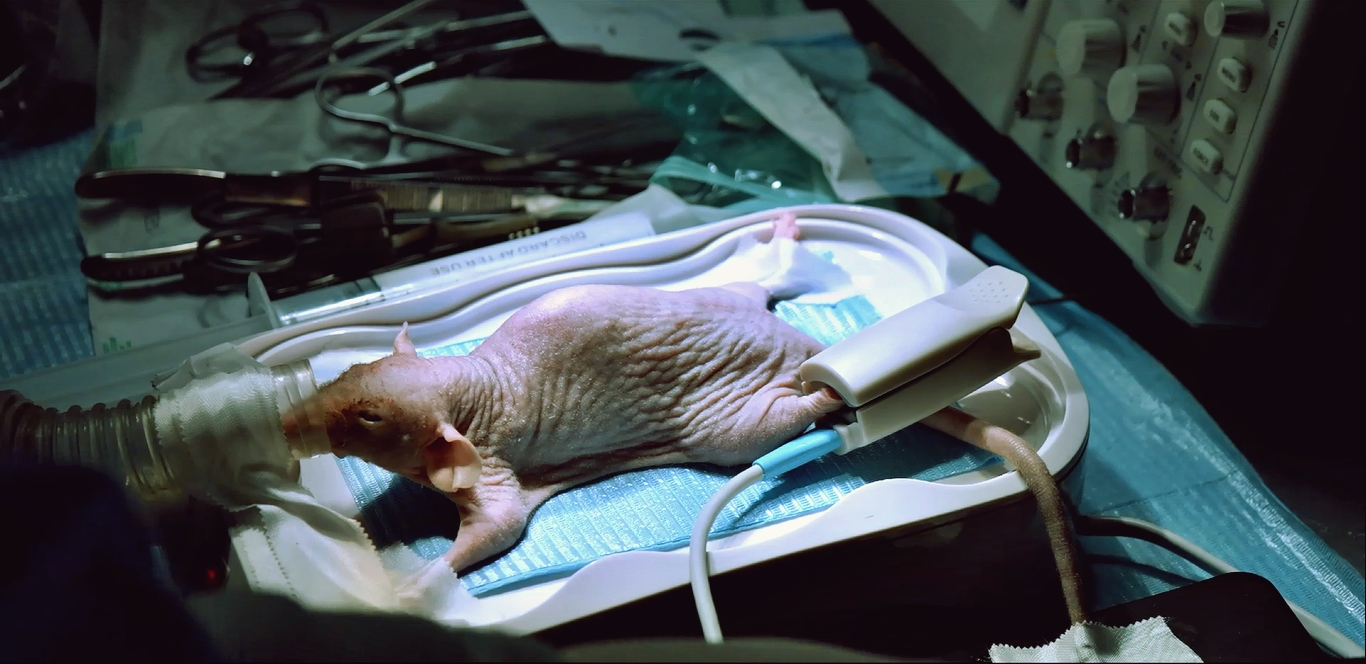
Eine Ratte als Labortier in der experimentellen Neurochirurgie

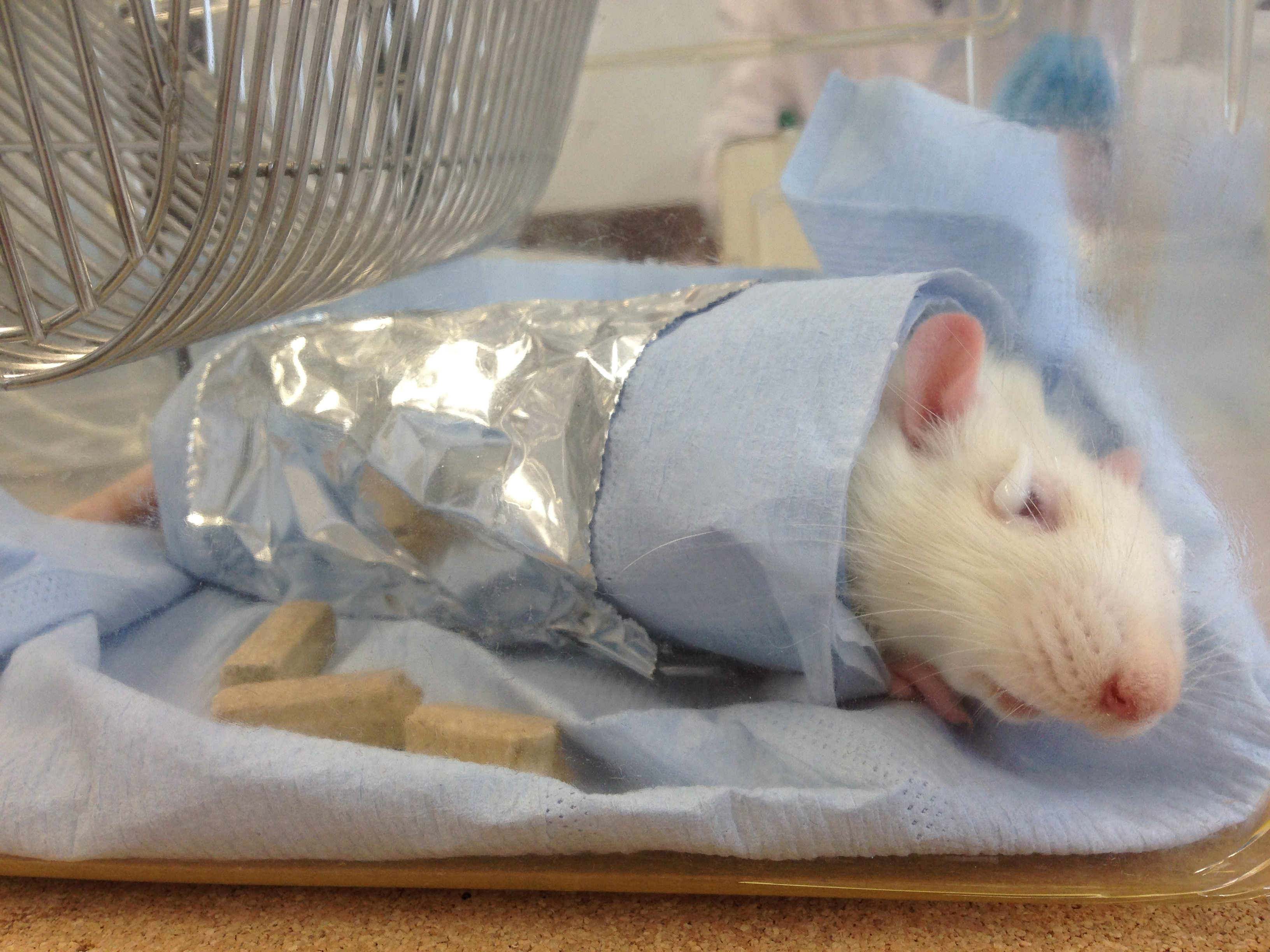
Wistar-Ratte nach einer veterinärmedizinischen Behandlung

In ihrer Eigenschaft als Makrosmatiker setzt der Mensch schon lange Tiere mit einem besonders ausgeprägten Geruchssinn zum Aufspüren bestimmter Substanzen ein. Als trainiertes Diensttier lassen sich Ratten unter anderem als Minensuchtiere und zum Anzeigen von Sprengstoff ausbilden. Dabei ist der Aufwand hinsichtlich Fütterung, Transport und Unterbringung deutlich geringer als bei Sprengstoffspürhunden.
Im Gesundheitssystem erschnüffeln trainierte Hamsterratten auch bestimmte Krankheitserreger. Sie lassen sich beispielsweise zur Früherkennung von Krebs und Tuberkulose einsetzen, sowie als Assistenztier für Diabetiker.
Wanderratten werden als Laborratten zudem häufig in Tierversuchen eingesetzt. Ihr Beitrag in der Forschung wird von Experten als wesentlich eingeschätzt, wobei ihre Bedeutung durch das Erschließen weiterer Anwendungsbereiche noch immer zunimmt. Einige Studien ergaben, dass bis zu 99 Prozent der in Laboren genutzten Versuchstiere Kleinsäuger sind, in der Regel Ratten oder Mäuse.
Farbratten, die aus Zuchtformen der Wanderratte entstanden sind, werden außerdem als Heimtier eingesetzt. Halter schätzen dabei insbesondere ihre sozialen Eigenschaften, einschließlich ihrer Freude an Interaktion und ihre Intelligenz. Aufgrund ihrer Beliebtheit als Heimtier ist die Ratte mittlerweile sowohl als Patient in der Kleintierpraxen als auch in der veterinärmedizinischen Ausbildung fest etabliert.

### Ratten als Nahrungsmittel
In manchen Kulturkreisen wird traditionell auch das Fleisch von Nagetieren, wie unterschiedlichen Mäusearten und auch Ratten verzehrt.
In Europa kam es lediglich aus Not, während der Belagerung von Paris, während des Deutsch-Französischen Krieges in den Jahren 1870–71, zum Verzehr von Rattenfleisch. Da die Pariser Bevölkerung hungerte, wurde in dieser Zeit das Fleisch von Ratten und Katzen zum Verkauf angeboten.

### Bedrohung der Ratten
Die Allgegenwart einiger Rattenarten darf nicht darüber hinwegtäuschen, dass viele Rattenarten in ihrem Bestand bedroht sind. Wie bei vielen anderen Tieren sind besonders Inselendemiten betroffen. Die Gründe dafür liegen in der Verfolgung durch eingeschleppte Raubtiere, in der Bejagung und der Zerstörung ihres Lebensraums.
Zwei auf der Weihnachtsinsel vorkommende Arten, die Maclear-Ratte (Rattus macleari) und die Weihnachtsinsel-Ratte (Rattus nativitatis), sind ausgestorben. Die IUCN listet 2023 sechs Arten als „stark gefährdet“ (endangered): R. burrus, R. hainaldi, R. montanus, R. ranjiniae, R. simalurensis und R. vandeuseni. Sieben weitere Arten gelten als „gefährdet“ (vulnerable): R. hoogerwerfi, R. lugens, R. palmarum, R. nikenii, R. richardsoni, R. satarae, R. stoicus und R. elaphius, R. feliceus, R. xanthurus als „potenziell gefährdet“ (near threatened). Für 13 Arten sind „zu wenig Daten vorhanden“ (data deficient). Rund die Hälfte aller Rattenarten ist „nicht gefährdet“ (least concern).

## Ratten in der Kultur

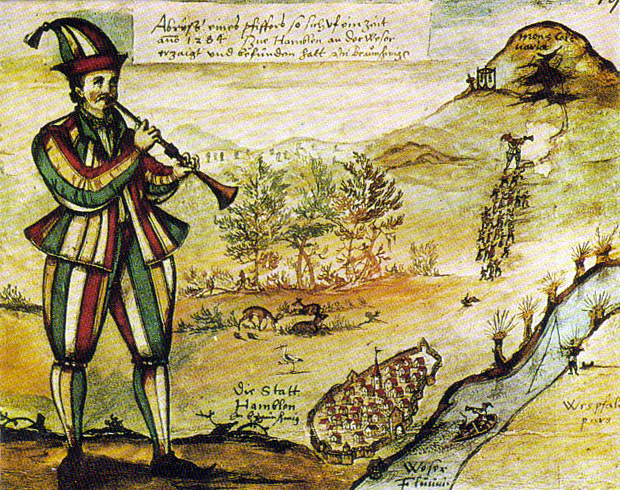
Darstellung des Rattenfängers von Hameln aus dem 16. Jahrhundert

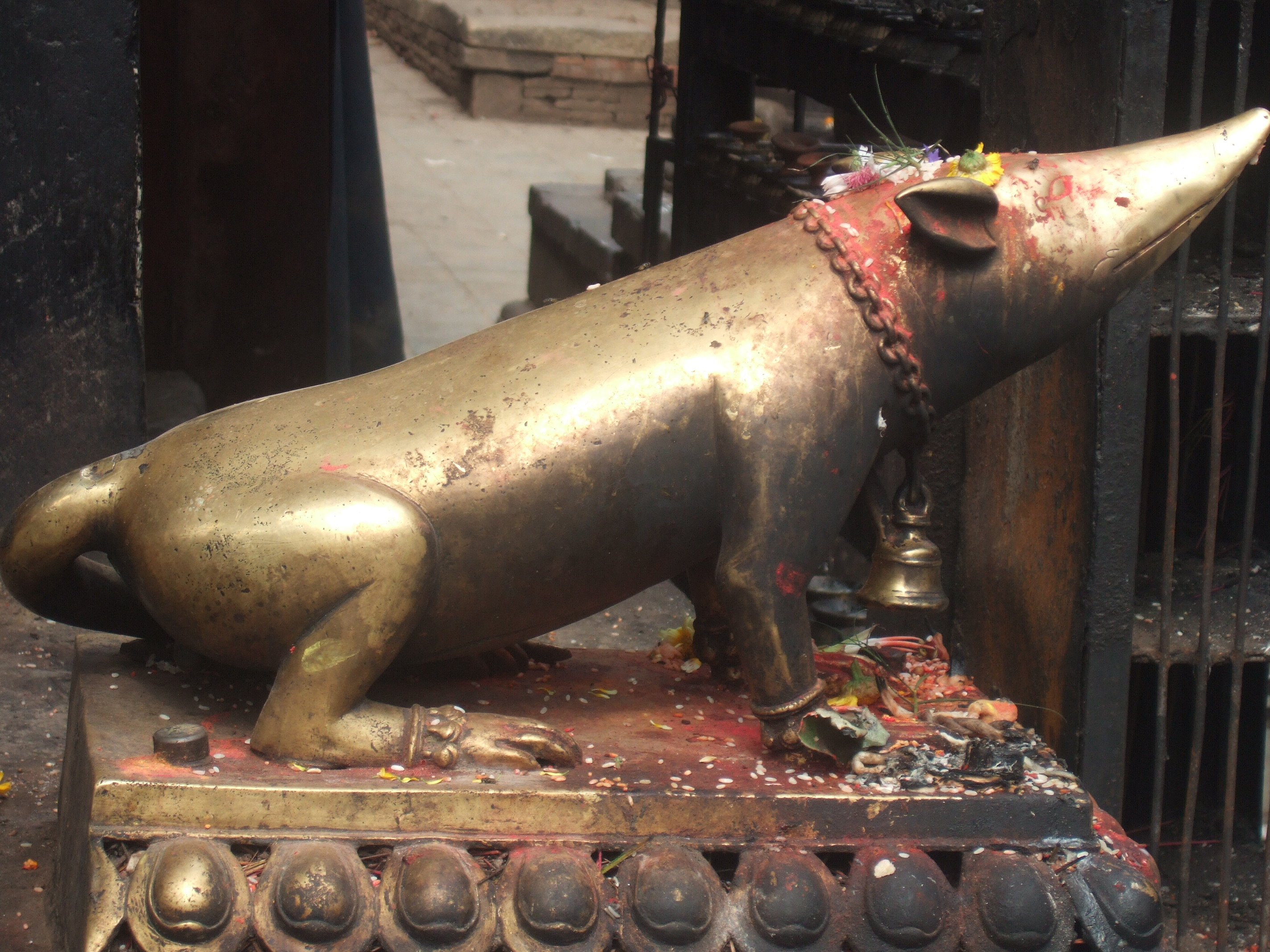
Bronzestatue einer Ratte in Patan (Nepal)

Die westliche Kultur sieht die Ratte hauptsächlich mit negativen Attributen behaftet. In der Fabel gelten Ratten – im Gegensatz zu Mäusen – als hinterhältig, feige und verschlagen. An diese Eigenschaften knüpft die Verwendung als Schimpfwort für Menschen an.
Der asiatische und indische Raum hingegen misst der Ratte überwiegend positive Eigenschaften zu. So dient sie dem hinduistischen Gott Ganesha als Reittier und wird als Symbol für Intelligenz angesehen. Im Karni-Mata-Tempel werden tausende Ratten von Gläubigen mit Nahrung versorgt; es gilt als glückbringend, wenn einem Besucher eine der „heiligen“ Ratten über den Fuß läuft. Im chinesischen Tierkreis sowie generell in der chinesischen Astrologie nimmt die Ratte oder Maus (chinesisch 鼠, Pinyin shǔ) die erste Position ein. Eine Ratte steht unter anderem für Ehrlichkeit und Kreativität.

### Medienpräsenz

Mus rattus – Darstellung um 1700–1880, als man Ratten in Europa in erster Linie bekämpfen wollte

In der Literatur tauchen Ratten als Verursacher schlimmster seelischer und körperlicher Qualen auf, etwa in Edgar A. Poes Die Grube und das Pendel oder George Orwells 1984. Weit bekannt ist die Sage des Rattenfängers von Hameln.
Neuere Kinderbücher versuchen dagegen, der Ratte durch eine positivere „Charakterisierung“ gerechter zu werden. Eine positive Rolle spielt eine Ratte in Kenneth Grahames Buch Der Wind in den Weiden von 1908.
Filme, in denen Ratten auftraten, waren vor der Jahrtausendwende überwiegend im Bereich des Horrorfilms angesiedelt, eine Art der Darstellung, die bereits in den späten 1950er Jahren üblich war, als der B-Movie Die Nacht der unheimlichen Bestien in die Kinos kam. Doch auch im Tierhorrorfilm kommt die Ratte in der Regel nicht gut weg – Beispiele sind unter anderem Willard (1971), Ben (1972), Die Insel der Ungeheuer (1976), Unheimliche Begegnung (1983) oder Die Stunde der Ratte (1989). Doch auch andere Genres schicken Ratten als Protagonisten ins Rennen, wie die Horrorfilme Der Rattengott (1976) und Nachtschicht (1990) oder die Dystopie Riffs III – Die Ratten von Manhattan (1984).
Mittlerweile wird die Ratte zunehmend auch als intelligente, positive Figur dargestellt, beispielsweise in den beiden US-amerikanischen computeranimierten Filmen Flutsch und weg von 2006 und Ratatouille aus dem Jahr 2007.

### Metaphorischer Gebrauch
Zahlreiche Umschreibungen der deutschen Sprache bedienen sich des Wortes „Ratte“, so „Landratte“, „Rattenkönig“ (für ein vollkommenes Wirrsal), „Rattenloch“ (für eine üble Absteige) oder „Rattenschwanz“ (für eine überlange unangenehme Kette von Folgewirkungen).
Der Ausspruch „Die Ratten verlassen das sinkende Schiff“ ist eine Umschreibung der Tatsache, dass Ratten an Bord eines Schiffes versuchen, sich in Sicherheit zu bringen, wenn dieses – etwa aufgrund der Löcher, die sie selbst in den Rumpf genagt haben – unterzugehen droht. Der Sinn wird auf Menschen übertragen, die vor einer kniffligen oder gefährlichen Situation, die sie möglicherweise selbst verursacht haben, zu fliehen versuchen, wenn diese sich langsam abzeichnet.
In der Politik werden Gegner, die man vernichten möchte, mitunter als Ratten bezeichnet. Otto von Bismarck bezeichnete 1893 die SPD als „die Ratten im Land“, die „vertilgt werden“ sollten. In der NS-Propaganda wurden Juden oft mit Ratten gleichgesetzt. Adolf Hitler schrieb z. B. in Mein Kampf, Juden seien sich nur in der Aussicht auf Beute oder bei Gefahr einig: „fallen beide Gründe weg, so treten die Eigenschaften eines krassesten Egoismus in ihre Rechte, und aus dem einigen Volk wird im Handumdrehen eine sich blutig bekämpfende Rotte von Ratten“. Der CSU-Politiker Franz Josef Strauß lehnte 1978 ab, den Journalisten Bernt Engelmann wegen dessen Veröffentlichungen über Strauß’ Engagement in der NS-Zeit auf Unterlassung zu verklagen, denn „gegen Ratten und Schmeißfliegen“ führe man keine Prozesse.

### Regionale Bezeichnungen
In Luxemburg, den deutschsprachigen Gebieten der Schweiz und Belgiens sowie in den meisten Teilen Deutschlands ist „die Ratte“ als Bezeichnung absolut dominierend. Daneben tritt im ostfränkischen und bairischen, weniger im alemannischen Sprachraum, oft „der Ratz“, in Südtirol und Teilen Österreichs auch „die Ratze“ auf.

## Systematik

### Äußere Systematik
Wilson & Reeder (2005) führen die Ratten als Namensgeber der Rattus-Gattungsgruppe, einer vorwiegend in Südostasien beheimateten Gruppe innerhalb der Altweltmäuse. Zu dieser Gruppe zählen noch die Gattungen Luzon-Breitzahnratten (Abditomys), Bandikutratten (Bandicota), Weißzahnratten (Berylmys), Philippinen-Moosmäuse (Bullimus), Sulawesi-Bergratten (Bunomys), Ryukyu-Ratten (Diplothrix), Sody-Baumratten (Kadarsanomys), Komodo-Ratten (Komodomys), Limnomys, Pestratten (Nesokia), Seram-Ratten (Nesoromys), Palawan-Ratten (Palawanomys), Flores-Riesenratten (Papagomys), Sulawesi-Riesenratten (Paruromys), Flores-Langnasenratten (Paulamys), Sunda-Riesenratten (Sundamys), Taeromys, Tarsomys und Mearns-Luzonratten (Tryphomys). Insgesamt umfasst die Rattus-Gruppe rund 110 Arten.
Nach den genetischen Untersuchungen von Lecompte u. a. (2008) sind die Tiere der Rattus-Gruppe Teil einer vorwiegend in Südostasien, Neuguinea und Australien verbreiteten Radiation der Altweltmäuse, den Rattini. Diese Radiation umfasst noch die Crunomys-Gruppe, die Dacnomys-Gruppe, die Maxomys-Gruppe und die Micromys-Gruppe. Auch die Melasmothrix-Gruppe gehört vermutlich hierher.

### Innere Systematik
Wilson & Reeder (2005) teilen die Gattung in 66 Arten auf, die in sechs Artengruppen sowie einige keiner Gruppe zugehörigen Arten unterteilt werden:
- norvegicus-Gruppe
  - die Wanderratte (Rattus norvegicus) war ursprünglich in Ostasien beheimatet, im Gefolge des Menschen hat sie eine weltweite Verbreitung erreicht.
  - die Himalajaratte (Rattus nitidus) lebt in der Himalaya-Region und in Südostasien.
  - die Zentralasiatische Ratte (Rattus pyctoris) (früher R. turkestanicus oder R. rattoides) kommt in Zentralasien und der Himalaya-Region vor.
- exulans-Gruppe
  - die Pazifische Ratte (Rattus exulans) lebt in Südostasien und wurde auf zahlreichen pazifischen Inseln eingeschleppt.
- rattus-Gruppe
  - die Hausratte (Rattus rattus) lebte ursprünglich in Südostasien und ist heute als Kosmopolit weltweit verbreitet.
  - die Indonesische Glattfellratte (Rattus adustus) ist nur von einem Exemplar bekannt, das auf der indonesischen Insel Enggano (südlich von Sumatra) gefunden wurde.
  - die Indochinesische Waldratte (Rattus andamanensis) bewohnt das nördliche Südostasien.
  - die Reisfeldratte (Rattus argentiventer) ist in Südostasien weit verbreitet.
  - die Kinabalu-Ratte (Rattus baluensis) lebt am Mount Kinabalu im nördlichen Borneo. Bis 20 cm groß, guter Kletterer, oft auf Bäumen.
  - die Aceh-Ratte (Rattus blangorum) ist nur von zwei Exemplaren, die im westlichen Sumatra gefunden wurden, bekannt.
  - die Nikobaren-Inselratte (Rattus burrus) ist auf den Nikobaren endemisch.
  - die Seram-Ratte (Rattus ceramicus) lebt nur auf der Molukken-Insel Seram.
  - die Hoffmann-Ratte oder Minahassaratte (Rattus hoffmanni) lebt auf Sulawesi.
  - Rattus koopmani ist nur von einem Exemplar bekannt, das auf Peleng, einer Sulawesi vorgelagerten Insel, gefunden wurde.
  - die Kleine Reisfeldratte (Rattus losea) kommt in Südostchina und Südostasien vor.
  - die Mentawai-Ratte (Rattus lugens) bewohnt die Mentawai-Inseln vor der Küste Sumatras.
  - die Schwarze Mindoro-Bergratte (Rattus mindorensis) lebt in Gebirgsregionen auf der philippinischen Insel Mindoro.
  - die Lompobattang-Sulawesi-Ratte (Rattus mollicomulus) bewohnt ein kleines Gebiet im Süden Sulawesis.
  - die Osgood-Ratte (Rattus osgoodi) ist in einem kleinen Gebiet im südlichen Vietnam endemisch.
  - die Nikobaren-Palmenratte (Rattus palmarum) kommt nur auf den Nikobaren vor.
  - die Sahyadris-Waldratte (Rattus satarae) lebt in den Westghats in Indien.
  - die Simalur-Ratte (Rattus simalurensis) bewohnt die Simalur-Insel, die Sumatra vorgelagert ist.
  - die Andamanen-Ratte (Rattus stoicus) ist auf den Andamanen endemisch.
  - die Asiatische Hausratte (Rattus tanezumi) ist in Ost- und Südostasien weit verbreitet.
  - die Tawi-Tawi-Waldratte (Rattus tawitawiensis) lebt auf der zum Sulu-Archipel gehörenden Insel Tawi-Tawi.
  - die Malaiische Feldratte (Rattus tiomanicus) kommt auf der Malaiischen Halbinsel und im westlichen Indonesien vor.
- fuscipes-Gruppe –in Australien heimische
  - die Australische Dunkelratte (Rattus colletti) bewohnt den Norden des Northern Territory.
  - die Australische Buschratte (Rattus fuscipes) lebt an der Süd- und Ostküste Australiens.
  - die Australische Sumpfratte (Rattus lutreolus) kommt im östlichen Australien sowie auf Tasmanien vor.
  - die Dunkle Feldratte oder Australische Rohrfeldratte (Rattus sordidus) ist in Queensland und dem südlichen Neuguinea beheimatet.
  - die Blasse Feldratte oder Blasse Australische Feldratte (Rattus tunneyi) hat ein bruchstückhaftes Verbreitungsgebiet im westlichen, nördlichen und östlichen Australien.
  - die Australische Langhaarratte (Rattus villosissimus) lebt im mittleren und nördlichen Australien.
- leucopus-Gruppe –auf Neuguinea und angrenzenden Inseln lebend
  - die Vogelkop-Bergratte (Rattus arfakiensis) lebt im westlichen Neuguinea. Ihr Artstatus ist unklar.
  - die Westliche Neuguinea-Bergratte (Rattus arrogans) bewohnt Gebirgsländer im westlichen und mittleren Neuguinea.
  - die Manus-Ratte (Rattus detentus) lebt endemisch auf Manus[27]
  - die Sula-Archipel-Ratte (Rattus elaphinus) lebt auf mehreren der zu den Molukken zählenden Sula-Inseln.
  - Rattus feileri lebt auf Taliabu.
  - die Seram-Stachelratte (Rattus feliceus) kommt auf der Molukken-Insel Seram vor.
  - die Giluwe-Bergratte (Rattus giluwensis) ist nur von einem Gebiet im östlichen Neuguinea bekannt, aber möglicherweise weiter verbreitet.
  - Rattus halmaheraensis kommt auf Halmahera vor.
  - die Japen-Ratte (Rattus jobiensis) lebt auf mehreren Inseln vor der Nordwestküste Neuguineas.
  - die Kap-York-Ratte (Rattus leucopus) kommt in weiten Teilen Neuguineas und an der Nordspitze Queenslands vor.
  - die Östliche Neuguinea-Ratte (Rattus mordax) ist im östlichen Neuguinea beheimatet.
  - die Papua-Neuguinea-Ratte (Rattus niobe) lebt im östlichen Neuguinea.
  - die Gemeine Neuguinea-Ratte (Rattus novaeguineae) bewohnt die mittleren Regionen Neuguineas.
  - die Obi-Ratte (Rattus ombirah) bewohnt die Molukkeninsel Obi.
  - die Arianus-Ratte (Rattus omichlodes) ist von einem kleinen Gebiet im Westen Neuguineas bekannt.
  - die Pocock-Hochlandratte (Rattus pococki) lebt im mittleren Bergland Neuguineas.
  - die Große Neuguinea-Stachelratte (Rattus praetor) ist in weiten Teilen Neuguineas, dem Bismarck-Archipel und möglicherweise auch auf den Salomonen beheimatet.
  - die Richardson-Neuguinea-Ratte (Rattus richardsoni) ist von mehreren Stellen im neuguineischen Bergland bekannt.
  - die Stein-Stachelratte oder Mount-Kunupi-Ratte (Rattus steini) bewohnt weite Teile Neuguineas.
  - die Taliabu-Ratte (Rattus taliabuensis) kommt auf Taliabu vor.
  - die Van-Deusen-Neuguinea-Ratte (Rattus vandeuseni) lebt in Gebirgsregionen im Südosten Neuguineas.
  - die Schlanke Neuguinea-Ratte (Rattus verecundus) kommt in weiten Teilen des neuguineischen Berglandes vor.
- xanthurus-Gruppe – auf Sulawesi und angrenzenden Inseln lebend
  - die Südwestliche Gelbschwanzratte (Rattus bontanus) lebt in südwestlichen Sulawesi.
  - die Affenschwanzratte (Rattus marmosurus) kommt in der Mitte und der nördlichen Halbinsel Sulawesis vor.
  - die Peleng-Gelbschwanzratte (Rattus pelurus) ist auf den Peleng-Inseln vor der Ostküste Sulawesis endemisch.
  - die Südöstliche Gelbschwanzratte (Rattus salocco) bewohnt die südöstliche Halbinsel Sulawesis.
  - die Nordöstliche Gelbschwanzratte (Rattus xanthurus) lebt auf der nördlichen Halbinsel Sulawesis.
- keiner Gruppe zugeordnet
  - die Annandale-Ratte oder Malayische Sundaratte (Rattus annandalei) lebt auf der Malaiischen Halbinsel und Sumatra. Neuere Abhandlungen listen sie in der Gattung Sunda-Riesenratten.
  - die Enggano-Ratte (Rattus enganus) ist auf der Insel Enggano vor der Südküste Sumatras endemisch.
  - die Philippinische Waldratte (Rattus everetti) kommt nahezu auf den gesamten Philippinen vor.
  - die Hainald-Ratte (Rattus hainaldi) bewohnt die indonesische Insel Flores.
  - die Hoogerwerf-Sumatra-Ratte (Rattus hoogerwerfi) lebt im nördlichen Sumatra.
  - die Sumatra-Bergratte (Rattus korinchi) ist nur von Bergländern im nördlichen Sumatra bekannt.
  - die Maclear-Ratte (Rattus macleari) lebte auf der Weihnachtsinsel. Diese Art ist ausgestorben.
  - die Sri-Lanka-Bergratte (Rattus montanus) ist auf Sri Lanka endemisch.
  - die Molukken-Greifschwanzratte (Rattus morotaiensis) kommt auf der Molukken-Insel Halmahera vor.
  - die Weihnachtsinsel-Ratte (Rattus nativitatis) war auf der Weihnachtsinsel endemisch. Diese Art ist ausgestorben.
  - die Kerala-Feldratte (Rattus ranjiniae) bewohnt das südliche Indien.
  - die Neuirland-Waldratte (Rattus sanila) ist nur von subfossilen Überresten von der Insel Neuirland (Papua-Neuguinea) bekannt. Es ist unklar, ob die Art noch existiert.
  - die Timorratte (Rattus timorensis) ist nur durch ein 1990 auf der Insel Timor gefangenes Tier bekannt.

Es gibt zumindest neun bislang unbeschriebene Arten, die unter anderem in Thailand, auf den Molukken und im mittleren Australien leben.
Es ist noch nicht genau geklärt, ob die Gattung der Ratten monophyletisch ist, das heißt alle Nachkommen eines gemeinsamen Vorfahren umfasst. Wilson & Reeder (2005) halten es für denkbar, dass zumindest einige der Arten, die keiner Gruppe zugeordnet sind, in andere Gattungen übertragen werden können.

## Dokumentation
- Stadtratten – Unbekannte Parallelwelt. Regie: Maria Wischnewski, RBB, Deutschland, 53 Minuten, 2022